# Palacios del Sil
Palacios del Sil és un municipi de la província de Lleó, a la comunitat autònoma de Castella i Lleó. Forma part de la comarca d'El Bierzo.

## Localitats
- Corbón del Sil
- Cuevas del Sil
- Matalavilla,
- Mataotero
- Palacios del Sil
- Salientes
- Susañe del Sil
- Tejedo del Sil
- Valdeprado
- Valseco
- Villarino del Sil.

## Demografia
| 1991 | 1996 | 2001 | 2004 |
| ---- | ---- | ---- | ---- |
| 1645 | 1570 | 1397 | 1373 |

## Personatges il·lustres
- Eva González Fernández (1918-2007) - Escritora en lleonès